# São Sebastião (San Paolo)
São Sebastião è un comune del Brasile nello Stato di San Paolo, parte della mesoregione della Vale do Paraíba Paulista e della microregione di Caraguatatuba. La popolazione è stata stimata nel 2019 a 88 980 abitanti. Trattandosi della superficie totale del comune 495679 km². Il comune è formato dalla città principale e dai distretti di Maresias e São Francisco da Praia.

## Amministrazione

### Gemellaggi
- Fivizzano[3][4]

## Galleria d'immagini

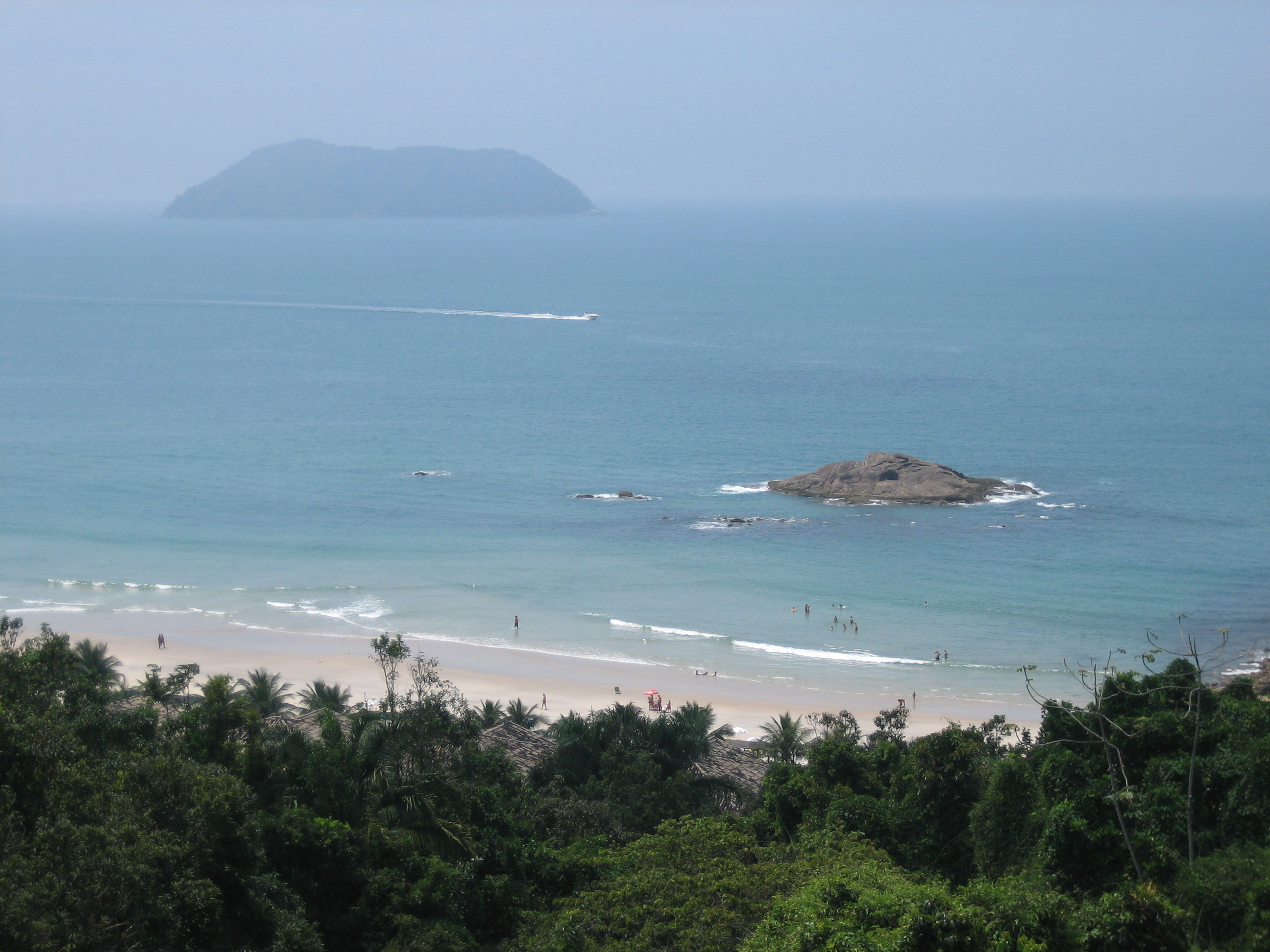
Vista della Spiaggia di Juquehy a São Sebastião